# Шансе (Верхняя Сона)
Шансе́ (фр. Chancey) — коммуна во Франции, находится в регионе Франш-Конте. Департамент — Верхняя Сона. Входит в состав кантона Пем. Округ коммуны — Везуль.
Код INSEE коммуны — 70126.

## География
Коммуна расположена приблизительно в 310 км к юго-востоку от Парижа, в 27 км западнее Безансона, в 50 км к юго-западу от Везуля.

## Население
Население коммуны на 2010 год составляло 161 человек.
| 1962 | 1968 | 1975 | 1982 | 1990 | 1999 | 2010 |
| ---- | ---- | ---- | ---- | ---- | ---- | ---- |
| 167  | 158  | 133  | 127  | 130  | 119  | 161  |

## Экономика
В 2010 году среди 93 человек трудоспособного возраста (15—64 лет) 79 были экономически активными, 14 — неактивными (показатель активности — 84,9 %, в 1999 году было 65,6 %). Из 79 активных жителей работали 74 человека (42 мужчины и 32 женщины), безработными было 5 (2 мужчины и 3 женщины). Среди 14 неактивных 3 человека были учениками или студентами, 6 — пенсионерами, 5 были неактивными по другим причинам.